# Санта-Анна (Техас)
Санта-Анна (англ. Santa Anna) — місто (англ. town) в США, в окрузі Коулман штату Техас. Населення — 1014 особи (2020).

## Географія
Санта-Анна розташована за координатами 31°44′13″ пн. ш. 99°19′32″ зх. д. / 31.73694° пн. ш. 99.32556° зх. д. (31.736914, -99.325425).  За даними Бюро перепису населення США в 2010 році місто мало площу 5,16 км², уся площа — суходіл.

## Демографія
Згідно з переписом 2010 року, у місті мешкало 1099 осіб у 480 домогосподарствах у складі 293 родин. Густота населення становила 213 осіб/км².  Було 586 помешкань (113/км²).
Расовий склад населення:
| - 84,3 % — білих - 4,8 % — чорних або афроамериканців - 0,7 % — корінних американців - 0,2 % — азіатів - 7,5 % — осіб інших рас |

До двох чи більше рас належало 2,5 %. Частка іспаномовних становила 22,4 % від усіх жителів.
За віковим діапазоном населення розподілялося таким чином: 23,7 % — особи молодші 18 років, 58,6 % — особи у віці 18—64 років, 17,7 % — особи у віці 65 років та старші. Медіана віку мешканця становила 41,8 року. На 100 осіб жіночої статі у місті припадало 93,1 чоловіків;  на 100 жінок у віці від 18 років та старших — 93,8 чоловіків також старших 18 років.
Середній дохід на одне домашнє господарство  становив 36 619 доларів США (медіана — 27 396), а середній дохід на одну сім'ю — 41 394 долари (медіана — 32 391). Медіана доходів становила 27 016 доларів для чоловіків та 21 500 доларів для жінок. За межею бідності перебувало 33,4 % осіб, у тому числі 49,1 % дітей у віці до 18 років та 23,8 % осіб у віці 65 років та старших.
Цивільне працевлаштоване населення становило 508 осіб. Основні галузі зайнятості: освіта, охорона здоров'я та соціальна допомога — 24,0 %, виробництво — 15,2 %, мистецтво, розваги та відпочинок — 11,8 %, сільське господарство, лісництво, риболовля — 9,1 %.